# Síndrome de Fitz-Hugh-Curtis

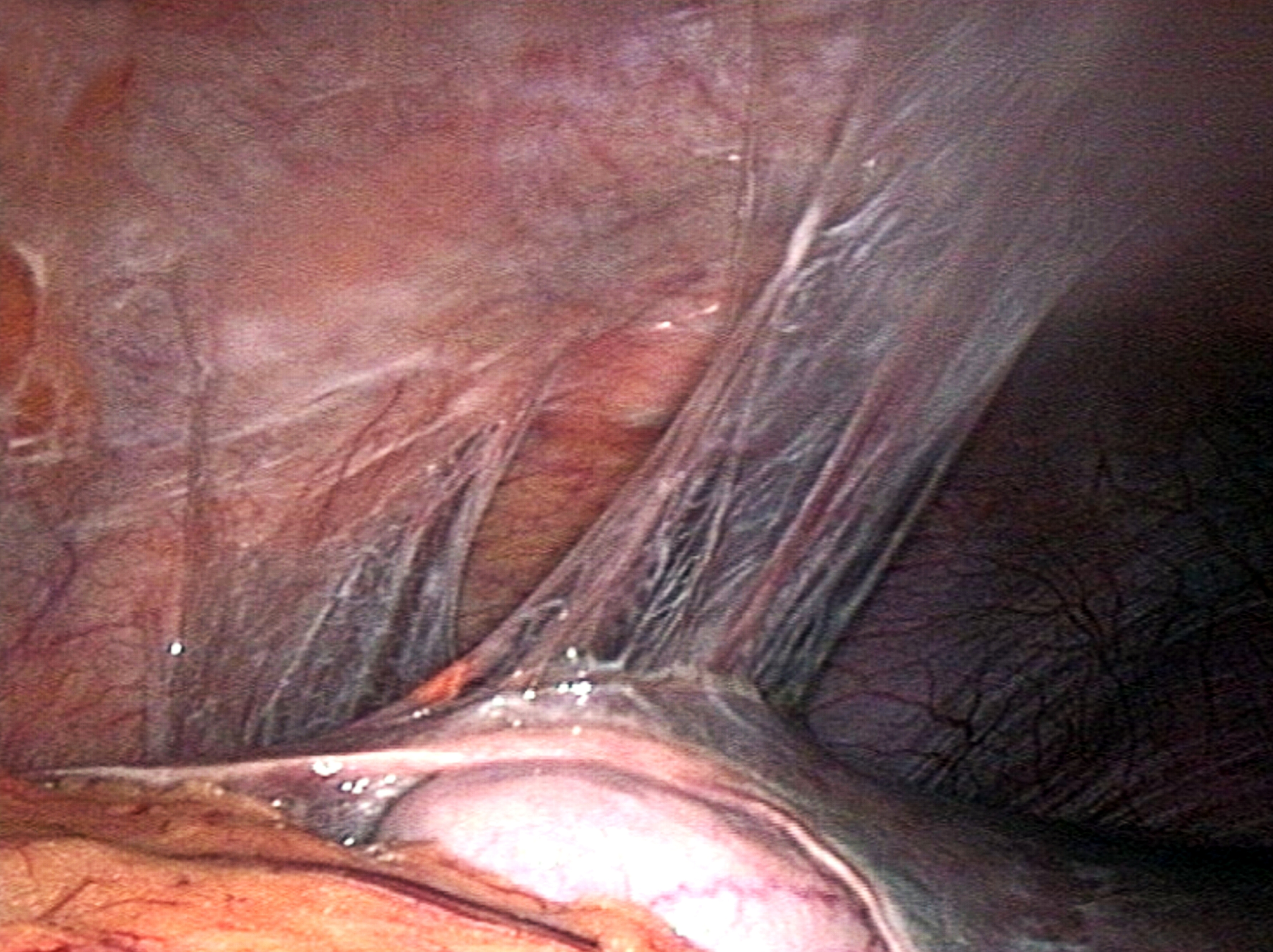
Adherencias perihepáticas tras una infección por clamidia

El síndrome de Fitz-Hugh-Curtis, también conocida como perihepatitis, es una enfermedad pélvica inflamatoria que afecta a la cápsula hepática y al peritoneo adyacente, creando adhesiones. Entre sus causas se encuentran las infecciones pélvicas asociadas a enfermedades genitales causadas por Chlamydia trachomatis o Neisseria gonorrhoeae. Este síndrome recibe su nombre de los médicos Thomas Fitz-Hugh y Arthur Hale Curtis, quienes fueron los primeros en reportar esta condición en la década de 1930. No obstante, las adherencias semejantes a "cuerdas de violín" fueron descritas desde 1920 por Cario Stajano.
Si bien es una enfermedad rara, es más común en mujeres jóvenes con una incidencia propuesta del 27% entre aquellas con salpingitis previa.

## Causas
El síndrome de Fitz-Hugh-Curtis es una complicación de la enfermedad pélvica inflamatoria (EPI). Se ha propuesto que los microorganismos asociados a esta enfermedad pueden ascender de alguna de las siguientes maneras:
1. Ascensión espontánea infecciosa de los microbios desde el cérvix o vagina hacia el endometrio a través de las trompas de falopio y dentro de la cavidad peritoneal.[7]
2. Difusión linfática, como pudiera ser una infección del parametrio causada de algún dispositivo intrauterino.
3. Difusión hematógena, como pudiera ser la tuberculosis.[8]